# Pinecone Systems
Pinecone Systems Inc — американская ИТ-компания, специализирующаяся на облачных технологиях, базах данных, машинном обучении и корпоративных приложениях на базе искусственного интеллекта. Предоставляет программное обеспечение векторной базы данных, которое служит строительными блоками для чат-ботов, рекомендательных сервисов и других приложений на основе генеративного ИИ для клиентов, включая поставщиков автоматизированных рабочих процессов Gong и Zapier. Штаб-квартира находится в Нью-Йорке. В 2024 году компания вошла в рейтинг ведущих разработчиков в области ИИ «AI 50» и список потенциальных стартапов-миллиардеров, составленных журналом Forbes.
Помогает сортировать массивы данных для использования в приложениях ИИ. Например, разработчик лекарств Frontier Medicines в рамках своего исследования потенциальных новых препаратов использовал Pinecone для поиска и обработки информации о миллиардах молекул.

## История
Pinecone Systems основал в 2019 году Эдо Либерти, бывший топ-менеджер Amazon Web Services и Yahoo!. В этих компаниях он отвечал за исследования и разработку пользовательских систем векторного поиска. Либерти видел большой потенциал в совмещении ИИ-моделей с технологией векторного поиска. Так появилась идея векторной базы данных. Задачей Pinecone было создание ресурса, способного предоставлять пользователям критически важную инфраструктуру для хранения и извлечения информации, а также запуска современных ИИ-приложений.
В январе 2021 года компания получила начальное финансирование в размере 10 млн долларов. Основным инвестором выступил Wing Venture Capital, его основатель Питер Вагнер вошёл в совет директоров Pinecone.
В 2023 году Pinecone привлекла 100 млн долларов инвестиций, её оценочная стоимость составила 750 млн долларов. Предполагаемый доход в 2023 году — 17 млн долларов.
Количество сотрудников на апрель 2024 года — 150 человек.

## Как работает платформа
Появление и стремительный рост востребованности больших языковых моделей (LLM), таких как GPT-4, потребовал более быстрых и совершенных инструментов поиска. Векторный поиск и семантический поиск — это взаимосвязанные, но принципиально разные концепции. Векторный поиск выступает в качестве строительного блока для семантического поиска, позволяя извлекать данные на основе релевантности.
Pinecone решает три ключевые задачи:
- Берет на себя сложную работу по инфраструктуре векторной базы данных, позволяя командам разработчиков сосредоточиться на создании приложений ИИ, а не на управлении сложными внутренними системами;
- Обеспечивает гибкие возможности интеграции со многими моделями ИИ и источниками данных, что упрощает создание и масштабирование функций на базе ИИ. Например, интеграция Amazon Bedrock в качестве опции базы знаний позволяет разработчикам создавать более точные приложения на базе генеративного ИИ, используя свои корпоративные данные;
- Обеспечивает все потребности хостинга, обслуживания и масштабирования, чтобы гарантировать надежную производительность даже при росте приложения. Эта услуга особенно востребована у команд, которые хотят добавить возможности ИИ в свои приложения, не увязая в управлении инфраструктурой.